# 松平宗允
松平 宗允（まつだいら むねただ）は、丹後国宮津藩4代藩主。本庄松平家7代。

## 生涯
安永9年（1780年）6月30日（異説として天明2年（1782年）5月3日）、3代藩主松平資承の次男として江戸で生まれる。寛政8年（1796年）4月26日、兄の資統が病弱だったため廃嫡されたことで世子となる。6月13日、将軍徳川家斉に御目見した。11月17日、父資承の隠居により家督を継いだ。12月19日、従五位下・伯耆守に叙任した。
文化5年（1808年）8月6日、隠居し、養子宗発（実弟）に譲った。文化13年（1816年）6月14日に江戸で死去、享年37（または35）。

## 系譜
- 父：松平資承（1749-1800）
- 母：結城氏
- 正室：松平輝和の娘
- 生母不明の子女
  - 三男：松平宗秀（1809-1873） - 松平宗発の養子
  - 女子：内田正容継室
  - 女子：貞子 - 織田長恭正室
  - 女子：諏訪頼保正室
  - 女子：諏訪頼保継室
  - 女子：織田長恭継室
- 養子
  - 男子：松平宗発（1782-1840） - 松平資承の三男